# Protestas contra la amnistía en España (2023-2024)
Las protestas contra la amnistía en España, nombradas como Noviembre Nacional por un sector de la extrema derecha, fueron una serie de manifestaciones que comenzaron a finales de octubre de 2023, y se extendieron hasta junio de 2024. El motivo de las protestas fueron las negociaciones entre el Partido Socialista Obrero Español (PSOE), Esquerra Republicana de Cataluña (ERC) y Junts per Catalunya (Junts) para lograr un pacto de investidura que incluyera, entre otras cuestiones, una ley de amnistía para los políticos independentistas y funcionarios de la Generalidad de Cataluña implicados en procedimientos judiciales por su participación en el proceso soberanista de Cataluña. Sin embargo, la composición de los manifestantes y los motivos reales de las protestas son variados. 
Tras el acuerdo alcanzado entre PSOE, ERC y Junts, las manifestaciones de protesta convocadas por algunos partidos de la oposición y organizaciones de extrema derecha concentraron —sumando todas las manifestaciones convocadas en distintas ciudades españolas— a cientos de miles de personas. Tras la investidura el público que acudió a las protestas se redujo de manera considerable y se radicalizó, lanzando consignas racistas. Para diciembre, los últimos manifestantes se concentraban únicamente frente a la sede del PSOE en Ferraz, aunque raramente llegaron a superar el centenar de personas.

## Antecedentes
En las elecciones generales de España de julio de 2023, Alberto Núñez Feijóo, del Partido Popular, no tuvo posibilidad de formar gobierno al no tener los apoyos suficientes para llegar a una mayoría parlamentaria pese a haber sido la lista más votada. Tras el fracaso de Feijóo en su votación de investidura, el rey Felipe VI encomendó a Pedro Sánchez la tarea de formar gobierno. Después de un recuento minucioso de los votos y el reparto de escaños, quedó patente que la única posibilidad de Sánchez para poder gobernar pasaba por que el partido Junts per Catalunya (con siete escaños en el Congreso de los Diputados) votase a su favor. Junts no le apoyó en la formación de anteriores gobiernos, habiendo votado en su contra en abril y noviembre de 2019.
Antes de empezar formalmente las negociaciones había quedado patente que las dos principales exigencias de Junts eran la amnistía de todos los participantes en el referéndum de autodeterminación de 2017 y la posibilidad de realizar una nueva convocatoria. Ante la posibilidad de que se llevase a cabo dicha amnistía, el movimiento Sociedad Civil Catalana convocó una manifestación para el día 8 de octubre.
Hasta el momento de las negociaciones la postura del PSOE había sido de oposición a la amnistía por considerarla inconstitucional. El partido cambió su discurso tras el resultado de las elecciones, y el 28 de octubre, Pedro Sánchez defendió en el Comité Federal del PSOE amnistiar a los condenados por el procés. Este cambio de posición oficial suscitó una gran oposición por parte de un sector de la población afín a partidos de derecha. Estos y algunas organizaciones convocaron manifestaciones contra esta medida y por la unidad de España a finales de octubre y a lo largo del mes de noviembre.

## Movilizaciones anteriores a las negociaciones

### Domingo 24 de septiembre
El PP convocó la primera manifestación contra una posible amnistía a los independentistas catalanes por parte de Sánchez, antes incluso de presentarse Alberto Núñez Feijóo a su investidura. Esta convocatoria se dio en la Plaza de Felipe II de Madrid la mañana del 24 de septiembre. Feijóo fue arropado en ese acto por los expresidentes José María Aznar y Mariano Rajoy, así como por barones del PP como Almeida o Ayuso. La Delegación del Gobierno en la Comunidad de Madrid cifró en más de 40 000 los asistentes a ese acto, mientras que el PP los cifró en 60 000. La vicepresidenta en funciones Yolanda Díaz dijo a propósito de este acto que «La propuesta de las derechas es incendiar Cataluña». mientras que el presidente de la Generalidad de Cataluña, Pere Aragonès, dijo que el mitin del Partido Popular fue «una manifestación de odio y venganza contra Cataluña».

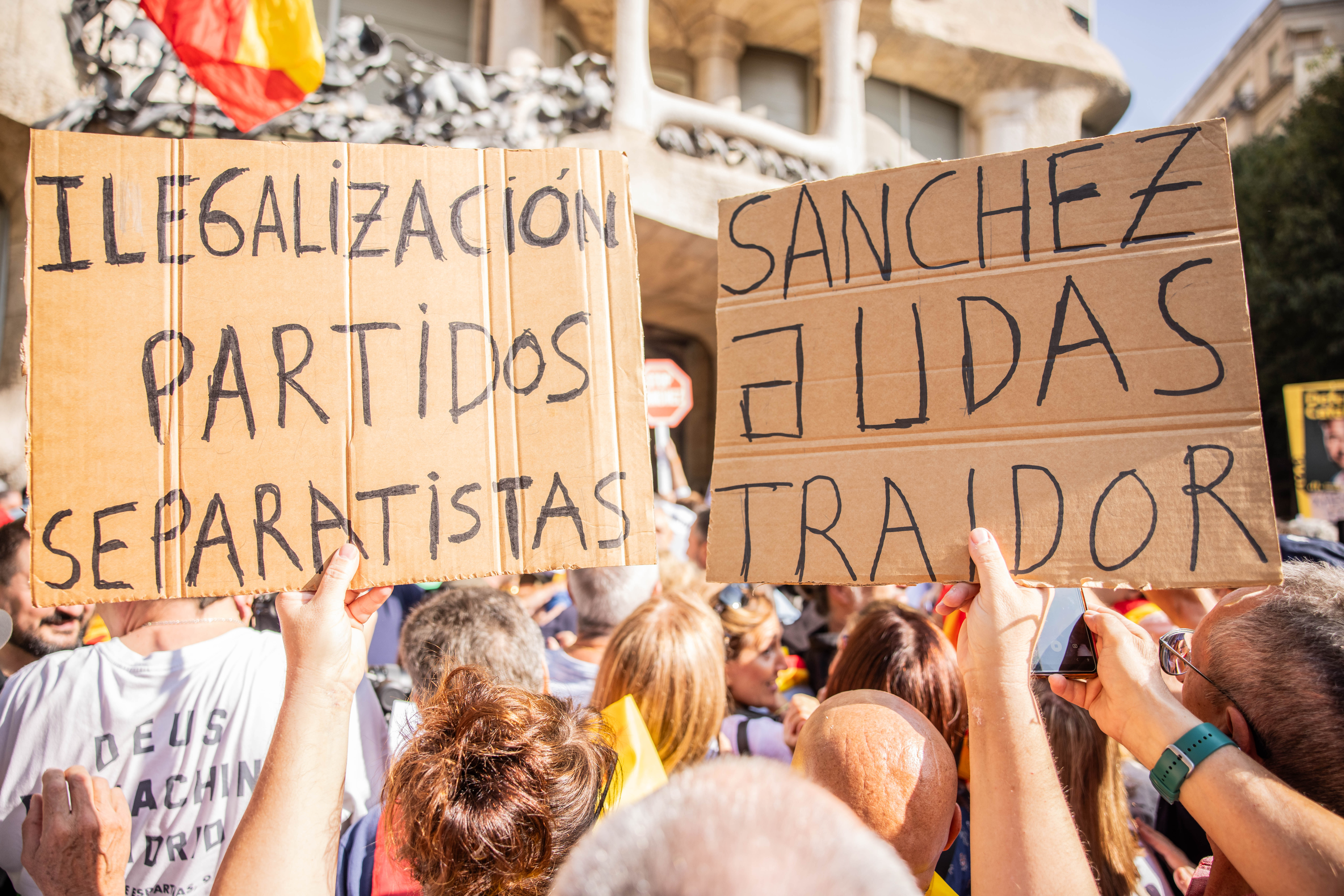
Manifestantes en la concentración de Sociedad Civil Catalana (Barcelona, 8 de octubre de 2023).

### Domingo 8 de octubre
El 8 de octubre de 2023, ante el inicio de las tomas de contacto por parte de Pedro Sánchez para formar gobierno, Sociedad Civil Catalana convocó una manifestación en Barcelona en contra de la amnistía a los encausados por el procés. Núñez Feijoo e Isabel Díaz Ayuso asistieron a la misma, mientras que el líder del PSC-PSOE, Salvador Illa, acusó a Feijóo y a Santiago Abascal, líder de Vox, de «generar miedo» mientras aseguraba que «España no se va a romper». Sociedad Civil Catalana cifró en 300 000 la cantidad de asistentes, mientras que la Guardia Urbana de Barcelona rebajó esa cantidad hasta 50 000.

## Movilizaciones tras el inicio de las negociaciones

### Domingo 29 de octubre
El 29 de octubre la Fundación DENAES, vinculada a Vox, con la asociación PieEnPared, impulsada por Juan Carlos Girauta, convocaron una manifestación a las 12 del mediodía en la plaza de Colón de Madrid, bajo el lema «Defendamos la unidad». Según la Delegación del Gobierno, acudieron más de 100 000 personas. La manifestación fue secundada por Esperanza Aguirre, Fernando Savater, Jaime Mayor Oreja y Marcos de Quinto.
Feijóo, por su parte, participó ese día en un acto contra la amnistía en Málaga junto con el presidente de Andalucía Juanma Moreno. Dicho acto fue seguido por 20 000 personas, según el PP, y por 11 000, según la Policía Nacional. Desde la propia Málaga Celia Villalobos, exdiputada del Partido Popular, tachaba a Esperanza Aguirre de «radical».

### Jueves 2 de noviembre
El 2 de noviembre, el expresidente José María Aznar apareció en un acto del Partido Popular junto a Feijóo y acusó a Pedro Sánchez de ser «un peligro para la democracia constitucional española». También instó a la ciudadanía a movilizarse con la frase «El que pueda hacer, que haga. El que pueda aportar, que aporte. El que se pueda mover, que se mueva». Estas declaraciones sentaron mal en algunos ámbitos de la izquierda española y del nacionalismo catalán, que acusaron a Aznar, entre otras cosas, de tener un «espíritu golpista».
Esa misma tarde se anunciaba el acuerdo entre el PSOE y Esquerra Republicana de cara a que el líder del PSOE, Pedro Sánchez, lograra los votos suficientes para sacar adelante la investidura. Los puntos más relevantes del acuerdo eran concesiones en la gestión de transportes, la condonación de un 20% (aproximadamente 15.000 millones de euros) de la deuda contraída por Cataluña con el gobierno central y, sobre todo, abrir la posibilidad promulgar una ley de amnistía para la mayoría de los condenados en el procés, incluidos importantes políticos independentistas de Cataluña.

### Viernes 3 de noviembre

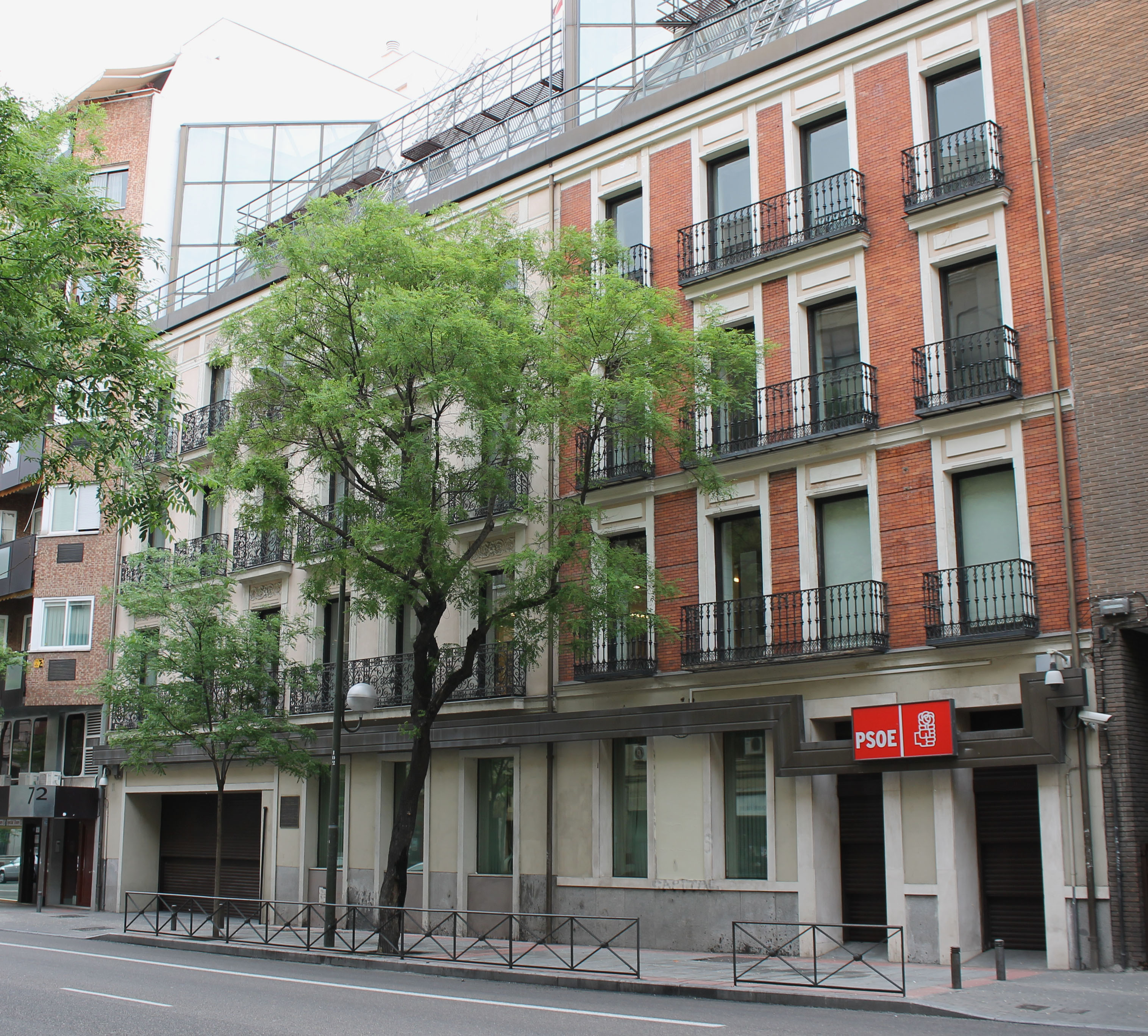
Sede del Partido Socialista Obrero Español en el número 70 de la calle Ferraz, en una fotografía de 2012.

Los días 3, 4 y 6 de noviembre se convocaron a través de redes sociales manifestaciones de protesta ante la sede central del PSOE en la calle de Ferraz, de las cuales el PP prefirió desmarcarse.
La primera de ellas reunió a varios cientos de personas cerca de la sede del PSOE a las 19:00 horas. El vicepresidente de Castilla y León Juan García-Gallardo llamó a sus seguidores a secundarla, y su partido, Vox, apoyó la manifestación a través de un post en X. Si bien la manifestación no había sido comunicada a la Delegación del Gobierno, la Policía Nacional sí estaba al tanto. Según la Delegación del Gobierno, se reunieron en Ferraz unas 1000 personas. Hubo un solo detenido, al tratar de saltarse el cordón policial, y un grupo de asistentes puso a través de un altavoz el «Cara al sol» antes de dispersarse.

### Sábado 4 de noviembre
El 4 de noviembre, volvió a haber una manifestación no comunicada cercana a la sede del PSOE a partir de las 19:00, cortando el tráfico en Ferraz y reuniendo de nuevo a cientos de personas (250, según la Delegación del Gobierno). En esta ocasión, la expresidenta de Madrid Esperanza Aguirre hizo acto de presencia, declarando que la amnistía a los independentistas debería ser consultada en un referéndum nacional. También se produjeron manifestaciones en la ciudad de Cartagena contra la amnistía, reuniendo varios cientos de personas.

### Domingo 5 de noviembre
En Valencia, el PPCV convocó un acto «en defensa de la igualdad de todos los españoles» a las 12:00 hora local en la Plaza de los Fueros. Hubo protestas en Barcelona, Burgos, León, Vigo, Socuéllamos, Villarreal y Córdoba, reuniéndose unas 2000 personas ante la sede del PSOE de Córdoba.

### Lunes 6 de noviembre
El lunes 6, hubo concentraciones programadas en Badajoz, Barcelona, El Puerto de Santa María, Jaén, Jerez de la Frontera, Las Palmas de Gran Canaria, Madrid, Málaga, Murcia, Oviedo, Pamplona, Salamanca, Santa Cruz de Tenerife, Sevilla, Tarragona, Toledo, Valencia, Valladolid y Zaragoza.
En Zaragoza, se concentraron varios cientos de personas frente a la sede del PSOE, incluyendo los siete diputados autonómicos de Vox. En Granada, más de 1000 personas según la policía local se concentraron en la Fuente de las Batallas para protestar contra la amnistía, en una manifestación no comunicada. La manifestación en Jaén reunió a otras 1000 personas, según la Subdelegación del Gobierno, y llevó al secretario general del PSOE en la provincia, Francisco Reyes, a manifestar preocupación por las «manifestaciones en contra del cumplimiento de la Constitución». En Sevilla se concentró otro millar de personas, y en Barcelona unas 250.
Más de 200 juristas firmaron un manifiesto en el que se declaraban a favor de "la amnistía, la democracia y la convivencia" y en favor de la mayoría parlamentaria para que se pueda normalizar la situación política entre Cataluña y el Estado español.

#### En Madrid
La manifestación en Madrid del lunes 6 de noviembre fue comunicada a la Delegación del Gobierno con anterioridad a su realización, y reunió, según esa fuente, a 3800 personas, entre las que se contó el líder de Vox Santiago Abascal, así como integrantes de los grupos de extrema derecha Democracia Nacional y Falange. En la manifestación hubo increpaciones a periodistas e incidentes con antidisturbios (incluyendo el uso por primera vez de gas lacrimógeno), por lo que la manifestación se saldó finalmente con tres detenidos.Contó con un mayor despliegue policial, y los manifestantes se reunieron junto al cruce con Marqués de Urquijo a las 20:00. Acudieron como organizadores de la manifestación, Revuelta, el líder de Vox Santiago Abascal y el vicepresidente de Castilla y León, Juan García-Gallardo.Algunos streamers e influencers de extrema derecha, algunos de ellos vinculados igualmente a Vox, se sumaron a la convocatoria o hicieron otras paralelas de concentración frente a la sede del PSOE en la calle Ferraz o en sus aledaños.También la organización Frente Obrero convocó protestas en Ferraz, aunque desmarcándose de las organizadas por Vox.
La protesta, aunque inicialmente pacífica, empezó a agitarse cuando encapuchados pertenecientes a grupos ultras llegaron a la primera fila del cordón policial y comenzaron a provocar al a policía y a empujar las vallas. Tras una pequeña carga inicial en el mismo cordón, cesaron los intentos.Ante la llegada de más personas del entorno de la extrema derecha, que progresivamente capitalizaron la concentración, los líderes de Vox e influencers dan por finalizada la manifestación y la concentración empieza a disolverse. Sin embargo, un grupo de manifestantes más extremistas encienden bengalas y lanzan botes de humos. En torno a las 21:30, la policía inició las cargas con el objetivo de disolver la manifestación mediante un disparo al aire con munición de fogueo y pelotas de goma. Momentos después prosiguieron con lanzamientos de botes de humo y gas lacrimógeno antes de proceder a la dispersión de los remanentes mediante el uso de tonfas.La manifestación fue rápidamente disuelta y se saldó con tres detenidos y varios heridos. Diez personas fueron atendidas por el SAMUR por exposición al gas lacrimógeno.
Pedro Sánchez condenó los daños y disturbios acaecidos en Ferraz ese día, tildándolas de «acoso reaccionario», y afirmando que «atacar las sedes del PSOE es atacar a la democracia».

### Martes 7 de noviembre

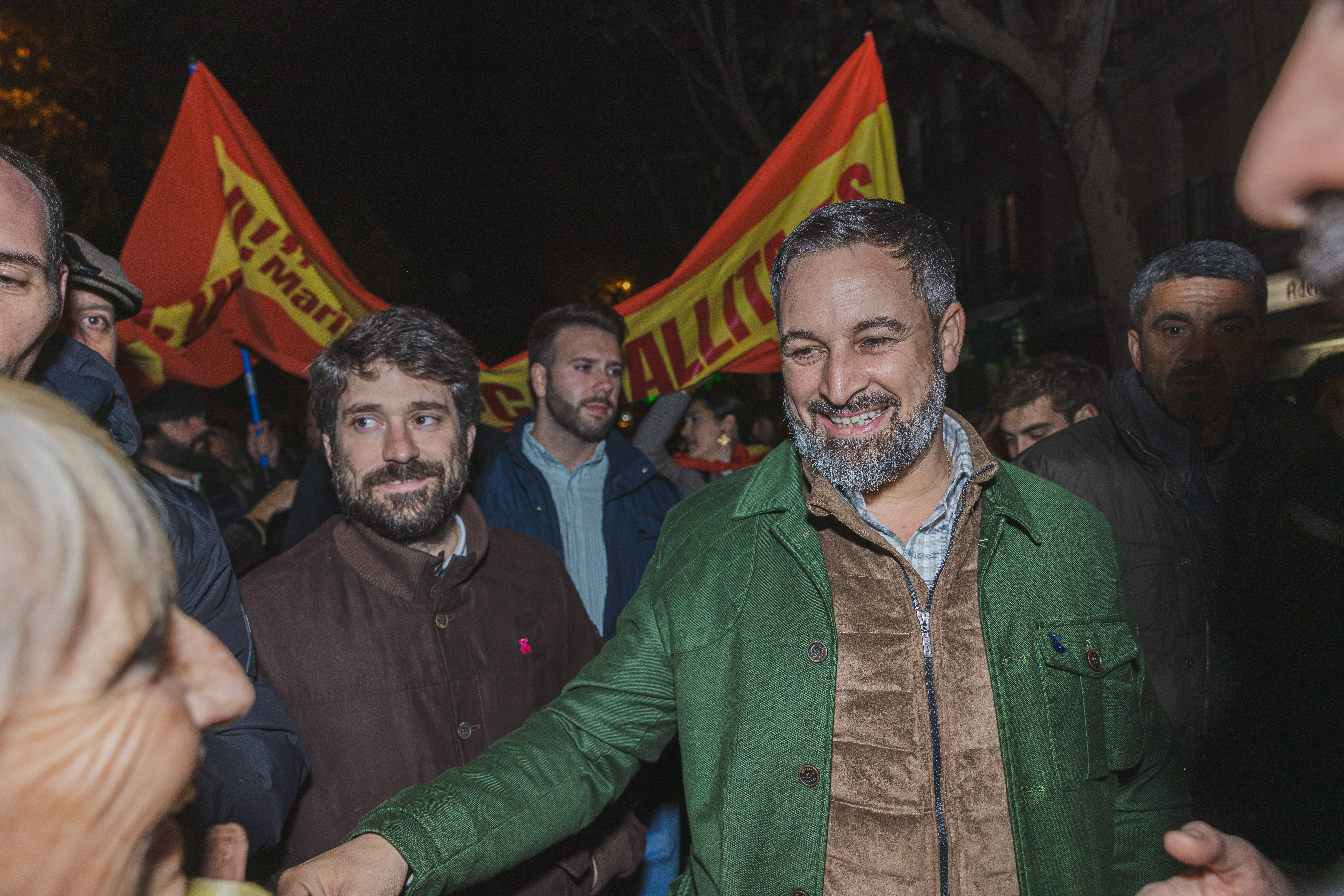
Santiago Abascal saluda a una mujer en la manifestación frente a la sede del PSOE en Ferraz. 7 de noviembre de 2023.

El día 7 de noviembre, Santiago Abascal, líder de Vox, encabezó la manifestación contra la Ley de Amnistía. Ese mismo día, Pepa Millán, portavoz de Vox en el Congreso de los Diputados, pidió a los funcionarios de la Policía Nacional que «no acataran [sic.] órdenes manifiestamente ilegales».
Ante las protestas crecientes, el PSOE ordenó el cierre preventivo de sus sedes por las tardes desde ese día. Ese día, se convocaron manifestaciones en Madrid, Barcelona, Badajoz, Valencia, Sevilla, El Puerto de Santa María, Oviedo, Salamanca, Tarragona, Zaragoza, León y Murcia.
En Ferraz, fueron grupos simpatizantes de Vox y de la extrema derecha (Revuelta, Plataforma 711, HerQles y la Asociación Nacional Tercios Cívicos) quienes convocaron la concentración del día. Más de 7000 personas se reunieron en Ferraz, según datos de la Delegación del Gobierno.

Alrededor de las 21:15, un grupo de manifestantes empezó a tirar huevos y botellas a la prensa y a la policía. A partir de las 22:00, los antidisturbios cargaron contra los manifestantes, utilizando porras y pelotas de goma. Los manifestantes pacíficos se disolvieron rápidamente; los que se enfrentaron a la policía encendieron y lanzaron bengalas, volcaron contenedores y mobiliario de negocios de la zona, y entonaron cánticos racistas, contra el Rey y contra la propia policía. La manifestación de Ferraz del día 7 se saldó con disturbios, siete detenidos (incluyendo un menor de edad) y 39 personas heridas, incluyendo 29 policías. Entre los presentes en los disturbios se encontraron miembros del partido de extrema derecha España 2000 y la que fuera líder del extinto grupo neonazi Bastión Frontal, Isabel Peralta, que fue abucheada al realizar el saludo fascista. También estuvieron presentes miembros de las peñas futbolísticas de extrema derecha Ultras Sur y Frente Atlético.

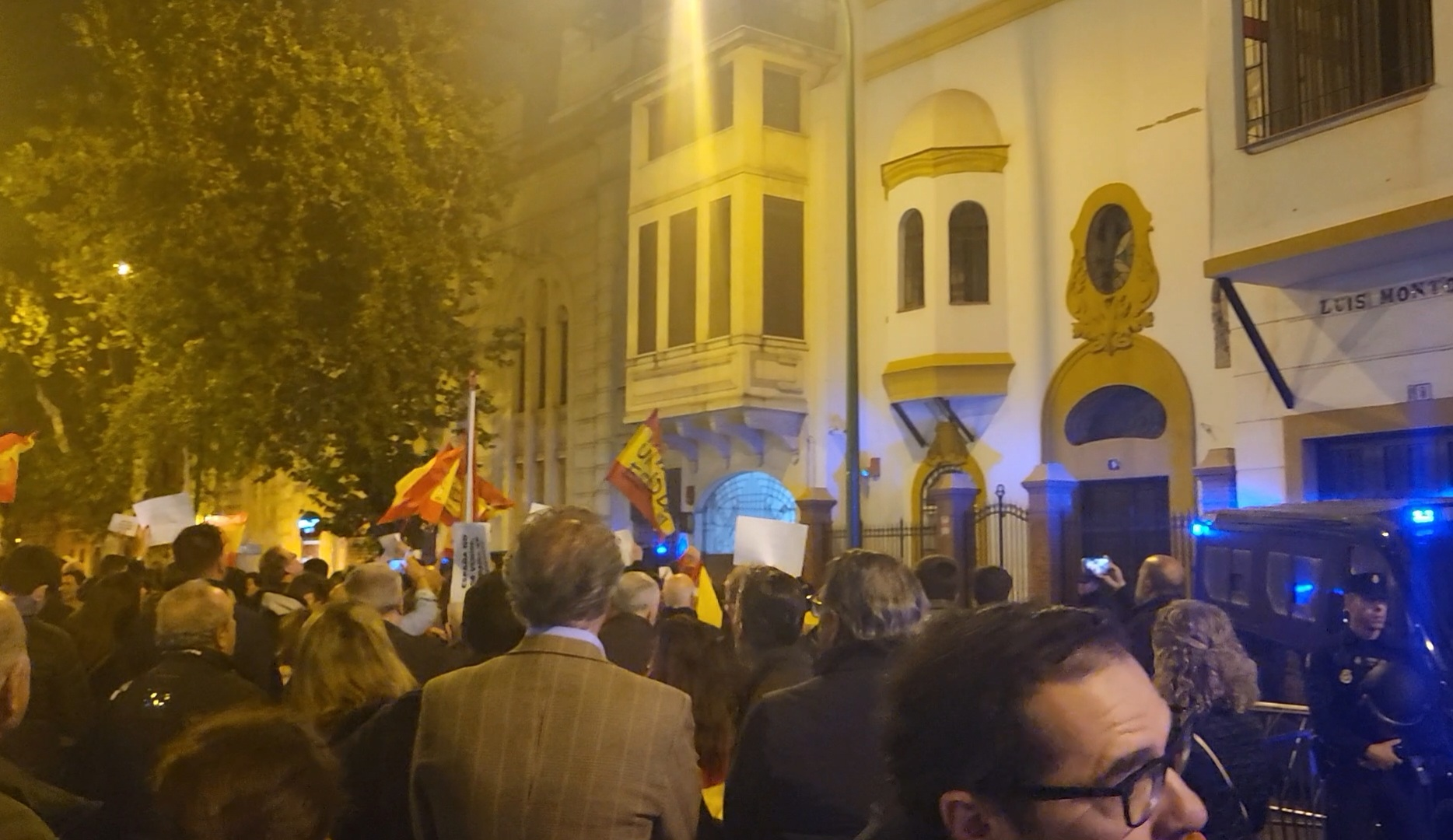
Concentración en la sede provincial del PSOE de Sevilla, de la Calle Luis Montoto el martes 7 de noviembre

Previamente a la manifestación en Ferraz, el influencer de derechas Alvise Pérez y el dueño de Desokupa, Daniel Esteve, compartieron la convocatoria de una manifestación paralela, liderando entre ambos a un millar de seguidores a través de la Gran Vía hacia el Congreso de los Diputados. A la llegada al Congreso, reducido su grupo a unos cientos de personas, se encontraron frente a un vallado instalado por la Policía Nacional. Al poco tiempo, disolvieron la concentración para irse a cenar, provocando críticas. Muchos de los seguidores de Alvise y Esteve volvieron a Ferraz.
Ante los disturbios ocurridos el martes, Pedro Sánchez afirmó que «No esperamos nada de quienes por acción u omisión apoyan el asedio a las casas del pueblo socialista. Su silencio les retrata». Por su parte, Isabel Díaz Ayuso, presidenta de la Comunidad de Madrid, emitió un comunicado público condenando los actos vandálicos cometidos en Ferraz. Núñez Feijoo, mientras tanto, pidió «respeto» en las protestas, pero culpó a Sánchez del «malestar social».

### Miércoles 8 de noviembre

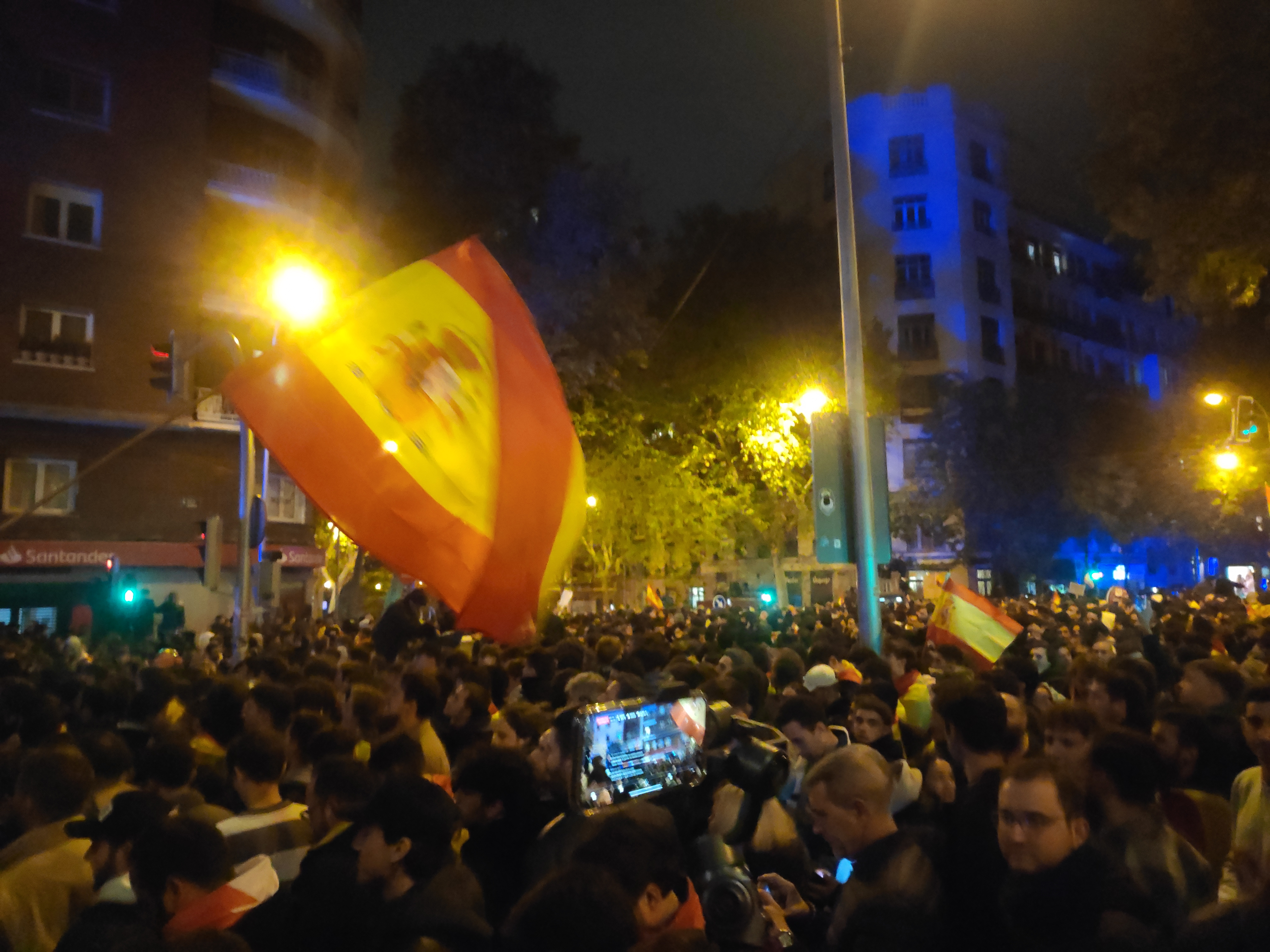
Calle Ferraz de Madrid durante las manifestaciones de noviembre.

Tras la manifestación del martes, en la que María Isabel Fernández, candidata de Vox, sugirió el lanzamiento de cócteles molotov, el sindicato Solidaridad, vinculado a Vox, convocó una nueva jornada de protestas en Ferraz. Además, hubo nuevas convocatorias en Alicante, Pontevedra y Santander. Alrededor de 2 000 personas volvieron a reunirse esta vez en la calle de Ferraz, entre los que se encontraba el diputado de Vox José María Figaredo. Si bien en primera instancia, el sector principal de la manifestación expulsó a los radicales que pretendían unirse, durante la misma, periodistas de Antena 3, de la CNN y de Okdiario fueron agredidos. Cerca del final de la manifestación, alrededor de 300 personas empezaron a cantar temas nazis y franquistas.
En Valladolid, el vicepresidente de la Junta de Castilla y León García-Gallardo encabezó una manifestación de unas 200 personas frente a la sede del PSOE. Ahí realizó, junto a sus seguidores, cánticos xenófobos y contrarios a Óscar Puente.
En otros lugares las manifestaciones fueron testimoniales. En Ferrol solo se reunieron cuatro personas, mientras que la concentración de La Coruña se volvió viral al aparecer un único manifestante.
El expresidente Felipe González se declaró contrario a la amnistía en esta jornada, y defendió la repetición de elecciones. También pidió condenar "sin ningún tipo de duda" los actos violentos frente a las sedes del PSOE.
Desde la Unión Europea, en una carta a Félix Bolaños, el comisario de Justicia, Didier Reynders, pidió al Gobierno explicaciones sobre la amnistía, expresando «interés» por «la posible aprobación de una ley de amnistía» y solicitando más información. Bolaños respondió con una carta formal, pero donde «se percibe el enfado hacia el comisario por inmiscuirse en asuntos internos españoles», que no es el Gobierno, sino los grupos parlamentarios del Congreso quienes presentarían en cualquier caso esta iniciativa que aún no se ha registrado.

## Movilizaciones tras la firma del acuerdo entre PSOE y Junts

### Jueves 9 de noviembre
La mañana del jueves 9 de noviembre, finalmente, el PSOE y Junts cerraron el pacto de investidura, asegurando que la siguiente semana se haría una presentación de la ley de amnistía, cuando también queden fijados los plazos definitivos para la investidura.
Todas las asociaciones de jueces y de fiscales de toda España (tanto conservadores como progresistas) emiten sendos comunicados de condena de la amnistía en los que se critica un supuesto ataque directo al principio de igualdad, a la separación de poderes, a la Constitución, al Estado de Derecho y, más concretamente, al poder judicial. Emiten comunicados semejantes algunas asociaciones profesionales de Inspectores de Hacienda y de Inspectores de Trabajo, y la asociación de abogados del Estado en excedencia, así como el Ilustre Colegio de Abogados de Madrid. El CGPJ, órgano de gobierno y representativo del poder judicial en España, que tras reunirse en pleno extraordinario ya había emitido otro comunicado previamente alertando de la amenaza legal de una ley de amnistía, emite un comunicado acordado por mayoría que señala el ataque a la separación de poderes y quebranto del Estado de Derecho. Este comunicado es apoyado por jueces conservadores y varios jueces progresistas integrantes del CGPJ. La misma mañana del jueves, el político Alejo Vidal-Quadras, quien fue presidente del Partido Popular de Cataluña y fundador de Vox, fue disparado en la cara en una calle de la capital. Este hecho acrecentó las tensiones y dio lugar a elucubraciones sobre su motivación y su relación con los acontecimientos en curso, pese a que la propia víctima vinculó a su agresor con el gobierno iraní, al estar Vidal-Quadras y Vox vinculados a un grupo opositor al gobierno iraní acusado de terrorismo.
En esta ocasión, además de la manifestación convocada frente a la sede del PSOE en Ferraz, se convocó otra frente a la oficina del Parlamento Europeo en Madrid por diversas plataformas de la sociedad civil para protestar contra la ley de amnistía y pedir a las instituciones europeas que la frenen. A esta manifestación acudieron entre otros los parlamentarios del Partido Popular Cayetana Álvarez de Toledo y Alfonso Serrano, recordándose durante la misma al exvicepresidente del Parlamento Europeo Alejo Vidal-Quadras, que tenía previsto cerrar el acto.

### Viernes 10 de noviembre
En Ferraz continuaron las manifestaciones, que se recrudecieron desde las 22:00 por la llegada de grupos ultras. Manifestantes lanzaron petardos, botellas de vidrio y otros objetos contra la policía, y posteriormente contra la prensa. Algunos ultras lanzaron bengalas a la policía y a los periodistas, y al menos un periodista fue herido. Poco antes, en Málaga, 500 manifestantes habrían intentado sabotear la reunión del PSE. La jornada acabó con un detenido según la Policía Nacional, el sindicato Jupol y el Delegado del Gobierno en Madrid.
En Castellón de la Plana, la primera protesta contra la amnistía reunió este día a 500 personas ante la sede del PSPV. La protesta terminó con dos detenidos por desorden público.
En Barcelona, aproximadamente unas 200 personas (entre las que se encontraban 100 policías y guardias civiles), convocadas por la Asociación Unificada de Guardias Civiles y el Sindicato Unificado de Policía se concentraron en la Ciudad de la Justicia contra la amnistía, reclamando la declaración de Cataluña como "zona de especial singularidad policial". Otra asociación de guardias civiles, Aprogc, lanzó un comunicado a propósito de la amnistía, declarando que estaban dispuestos a "derramar la última gota de su sangre" en defensa de la Constitución. Este comunicado fue recibido con polémica e implicó la apertura de una investigación por parte del Ministerio del Interior.
Por su parte, Junts per Catalunya y Podemos anunciaron este día consultas a sus bases para decidir, basándose en los sucesos inmediatamente previos, si apoyar o no a Pedro Sánchez en su investidura.

### Sábado 11 de noviembre
En Madrid, el partido Frente Obrero convocó a las 12:30 una manifestación frente a la sede del PSOE en Ferraz a la que acudieron unas 200 personas. Por la noche, se convocaron dos manifestaciones paralelas: la de Ferraz, que agrupó por novena noche consecutiva a 1700 personas según la Delegación del Gobierno, y una junto al Congreso de los Diputados, convocada por la Junta Democrática de Rubén Gisbert, que reunió a 500 personas. La manifestación de Ferraz se saldó con cargas policiales, 13 detenidos (5 de ellos menores) y seis heridos, tres policías y tres manifestantes. En la del Congreso se organizó una acampada de protesta con veinte tiendas de campaña, que fue despejada por la policía pasadas la medianoche. Sin embargo, fuentes policiales, el sindicato Jupol y Delegación del Gobierno afirmaron que no hubo detenidos.
En Palma de Mallorca, unas 500 personas (entre las que se cuentan los miembros de Vox Juan García-Gallardo y Jorge Campos) se manifestaron ante la Delegación del Gobierno autonómica.
Cinco asociaciones de guardias civiles, incluyendo la mayoritaria Jusapol, lanzaron este día un comunicado criticando los pactos alcanzados por el PSOE con los nacionalistas.
Miguel Frontera, influencer y youtuber que ya fue a juicio por acosar a varios políticos, es increpado por varios neonazis que lo acusan de chivato policial y que finalmente acaban rompiendo su escudo de Capitán América pintado con los colores de la bandera nacional.

### Domingo 12 de noviembre

Mapa de ratio de manifestantes de las concentraciones de PP en las capitales de provincia por cada mil habitantes, según las estimaciones de delegaciones de gobierno y FCSE.

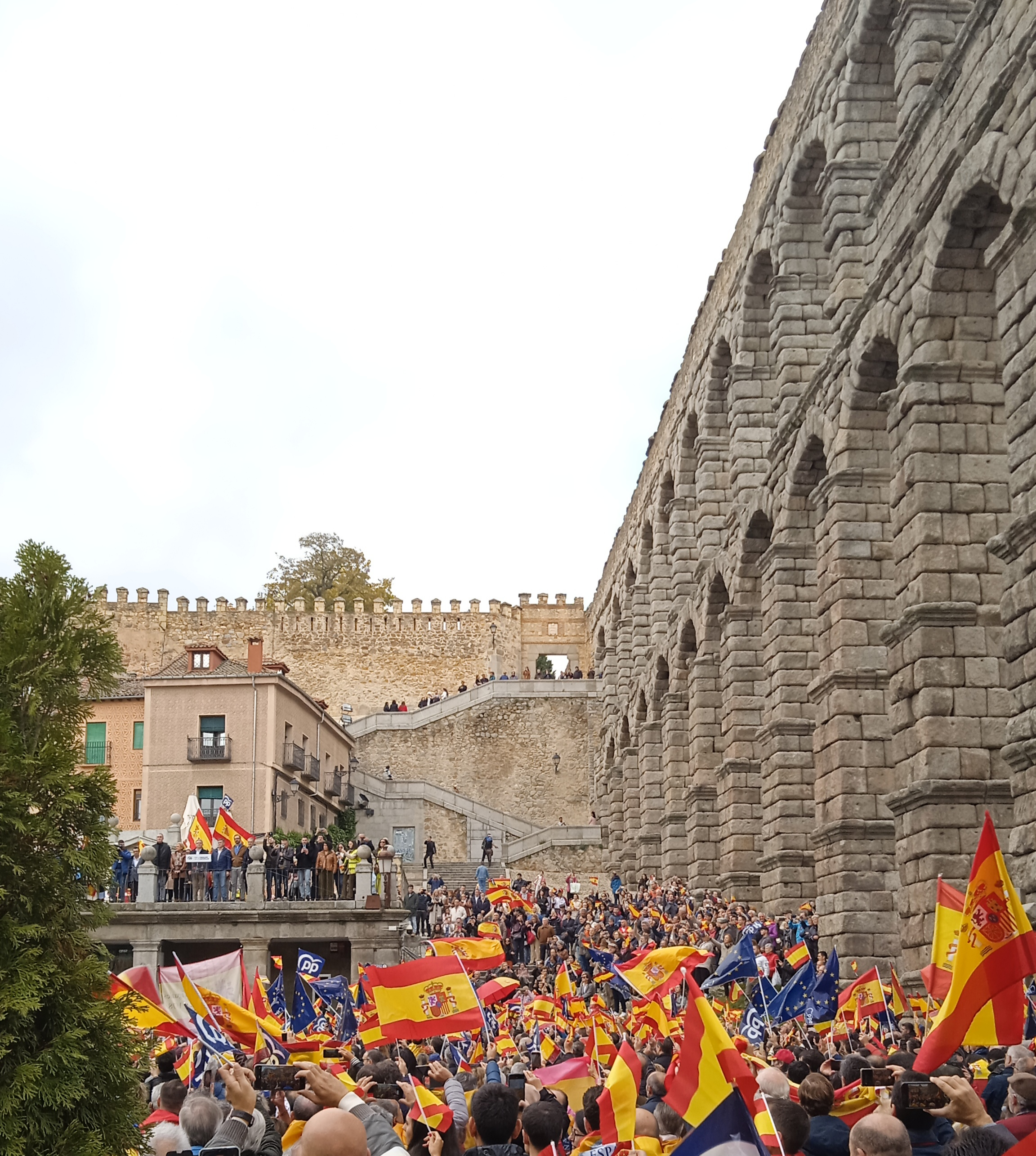
Protestas contra la amnistía junto al Acueducto de Segovia el 12 de noviembre

El Partido Popular, con el apoyo de Vox, convocó para esta fecha concentraciones y manifestaciones en todas las capitales de provincia contra la amnistía, que congregaron a varios cientos de miles de personas en toda la geografía nacional. En cuanto a cifras de asistentes, se produjo la siguiente participación:
| Territorios                | Asistentes según las Delegaciones del Gobierno y FCSE | Asistentes según el organizador (Partido Popular) |
| -------------------------- | ----------------------------------------------------- | ------------------------------------------------- |
| Madrid                     | 80 000                                                | 1 000 000                                         |
| Castilla y León            | 75 000                                                |                                                   |
| Ávila                      | 2 500                                                 | 4 000                                             |
| Burgos                     |                                                       | 5 000                                             |
| León                       | 9 500                                                 |                                                   |
| Palencia                   | 4 000                                                 |                                                   |
| Salamanca                  | 21 000                                                |                                                   |
| Segovia                    | 4 000                                                 |                                                   |
| Soria                      | 1 500                                                 |                                                   |
| Valladolid                 | 25 000                                                |                                                   |
| Zamora                     | 2 500                                                 | 3 000 + 200 en sede PSOE                          |
| Valencia                   | 24 000                                                |                                                   |
| Alicante                   | 20 000                                                |                                                   |
| Castellón                  | 4 500                                                 |                                                   |
| Andalucía                  | 131 000                                               |                                                   |
| Almería                    | 12 500                                                |                                                   |
| Cádiz                      | 3 800                                                 |                                                   |
| Córdoba                    | 20 000                                                | 30 000                                            |
| Granada                    | 30 000                                                |                                                   |
| Jaén                       | 10 000                                                |                                                   |
| Huelva                     | 5 000                                                 |                                                   |
| Sevilla                    | 30 000                                                | 60 000                                            |
| Málaga                     | 30 000                                                | 52 000                                            |
| Galicia                    | 12 800                                                | 30 000                                            |
| La Coruña                  | 6 000                                                 | 10 000                                            |
| Pontevedra                 | 4 000                                                 | 10 000                                            |
| Lugo                       | 2 500                                                 | 4 000                                             |
| Orense                     | 300                                                   | 4 000                                             |
| Palma de Mallorca          | 10 000                                                | 13 000                                            |
| Zaragoza                   | 40 000                                                |                                                   |
| Teruel                     | 2 500                                                 | 3 000                                             |
| Huesca                     | 3 000                                                 | 3 000                                             |
| Murcia                     | 8 000 - 10 000                                        | 35 000                                            |
| Cáceres                    | 6 000                                                 | 10 000                                            |
| Badajoz                    | 7 000                                                 | 12 000                                            |
| Pamplona                   | 6 000                                                 |                                                   |
| Las Palmas de Gran Canaria | 2 500                                                 | 8 000                                             |
| Oviedo                     | 6 000 - 35 000                                        |                                                   |
| Santander                  | 15 000                                                | 20 000                                            |
| Logroño                    | 700                                                   | 25 000                                            |

Según la Guardia Urbana, alrededor de 6 500 personas se concentraron en contra de la amnistía en la plaza Sant Jaume de Barcelona. La protesta reunió a dirigentes del Partido Popular, entre ellos, Alejandro Fernández Ruiz de Vox, con su secretario general, Ignacio Garriga, y a Carlos Carrizosa, líder de Ciutadans de Catalunya.
En Castellón, según la Delegación del Gobierno de la Comunidad Valenciana, 4 500 personas se reunieron para manifestar en contra de la amnistía. A la manifestación asistió la alcaldesa de Castellón Begoña Carrasco. En Valencia, diversas personas agredieron a la periodista Matilde Alcaraz y al cámara de À Punt que realizaban la cobertura de la concentración.

### Del 13 al 15 de noviembre

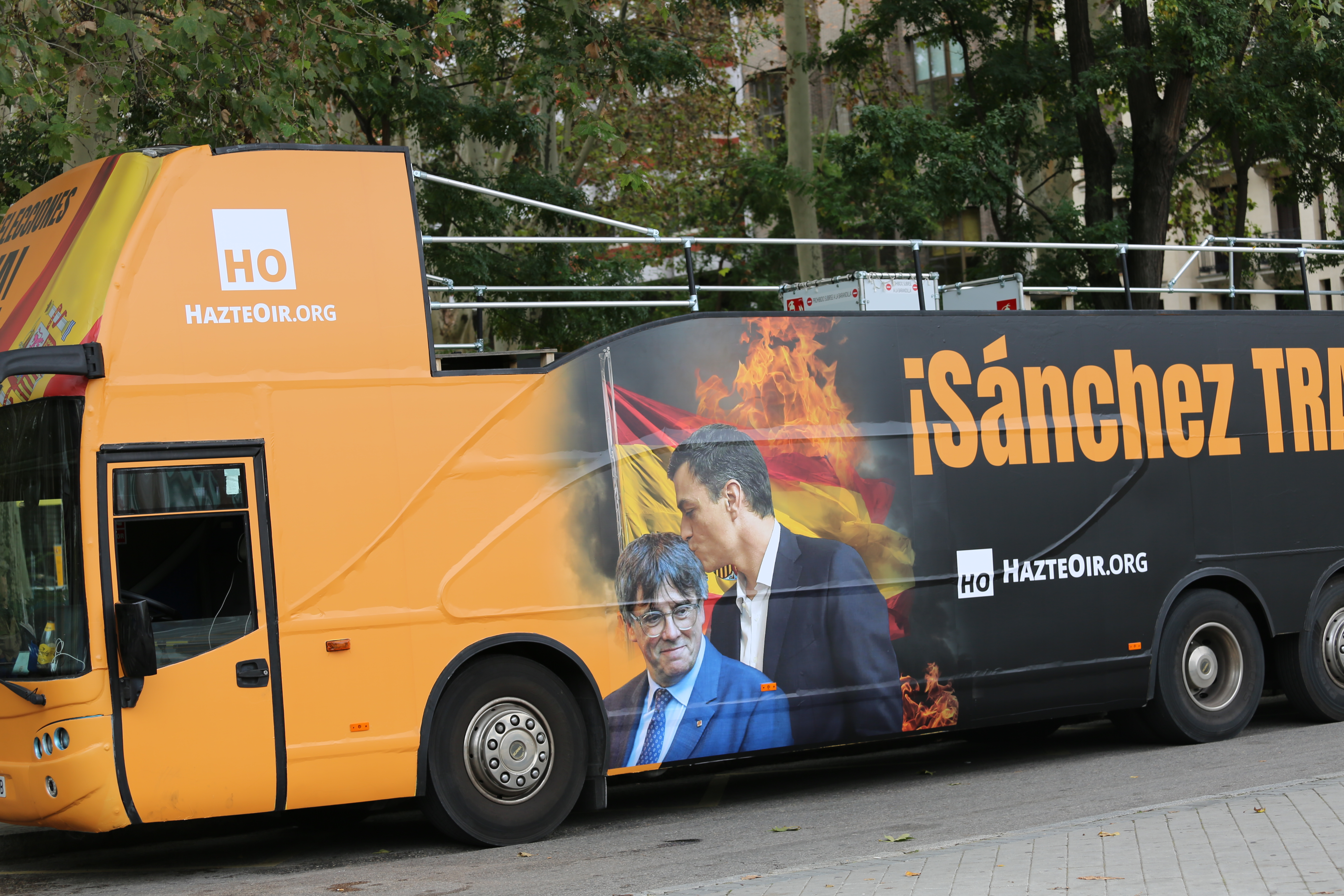
Autobús de la asociación HazteOir.org, vinculada a El Yunque, en una manifestación del día 13 de noviembre

El 13 de noviembre el sindicato Solidaridad llamaba a una huelga general para el 24 de noviembre. A pesar de haberla presentado en tiempo, al menos diez días antes de dicha huelga, la misma se consideró ilegal debido a que su reivindicación era estrictamente política y no estaba relacionada con reivindicaciones laborales, como se refleja en el artículo 11 del RDL 17/1977, de 4 de marzo.
A partir de ese día, las concentraciones volvían a centrarse en las inmediaciones de la sede del PSOE en la Calle Ferraz de Madrid. Ese día, Santiago Abascal apareció en las protestas acompañado por el periodista estadounidense Tucker Carlson. Ese mismo día se produjeron altercados entre grupos de manifestantes, cuando uno de ellos procedía a rezar el Padrenuestro durante la manifestación.
El 14 de noviembre se reúnen 10 asociaciones delante de la facultad de Derecho de la Complutense. Dichas asociaciones, arropadas por Vox, consiguen aglutinar a cincuenta manifestantes. En Barcelona solo a veinte. Ese mismo día se manifestaban frente a los Juzgados algunos jueces contra la amnistía. De esa manifestación se desmarcaba Jueces para la Democracia porque a su juicio no garantizaban una imagen de neutralidad e imparcialidad.
Ese mismo día Vox se querellaba contra el presidente del Gobierno en funciones, Pedro Sánchez, por la amnistía y pedía al Tribunal Supremo la suspensión cautelar de la investidura, algo que no se terminó produciendo. La petición fue rechazada por el Tribunal debido a varios errores de forma, incluyendo la definición del delito a denunciar. A pesar de que Vox presentó un recurso, en abril del año siguiente la Sala de lo Penal archivaba definitivamente la querella.
Ese martes 14, unas 1 300 personas, según Delegación del Gobierno, se manifestaron en Ferraz. Algunas de ellas portaban muñecas hinchables, en señal de protesta, al asociarlas a la prostitución de los ideales socialistas y a los casos de corrupción del PSOE que incluyeron malversación para contratar prostitutas.

## Movilizaciones tras la investidura de Pedro Sánchez como presidente del Gobierno

### 16 de noviembre
Pedro Sánchez fue investido presidente del gobierno con apoyo de Junts per Catalunya el 16 de noviembre. Ese día, antes de la investidura, unos exaltados al grito de «A por ellos» y «Viva Franco» lanzaron huevos a diputados del PSOE mientras desayunaban. Más tarde el mismo día, militares retirados reclamaron al Ejército dar un Golpe de Estado.
La noche del 16 de noviembre, decenas de personas se manifestaron a las afueras de la Plaza de España y del Palacio de Congresos de Sevilla, donde se celebraba la gala de los Premios Grammy Latinos encargados de expulsar de la zona a los aficionados que habían asistido a ver a la farándula y que intentaron evitar la protesta con abucheos y gritando «hoy no es el día». En Madrid volvieron a manifestarse unas 4000 personas en la sede del PSOE, repitiéndose la tónica de días anteriores. Finalmente hubo cargas policiales y detenciones.

### Del 17 al 19 de noviembre
El 17 de noviembre el número de manifestantes en Ferraz disminuyó. Las organizaciones y fuerzas políticas solo lograron reunir una cuarta parte de los congregados el día anterior, cifrándose en unas mil personas. Entre los manifestantes se encontraba Javier Ortega Smith, el cual se enfrentó a la policía allí presente. Este episodio protagonizado por el portavoz de Vox no gustó en la sede del partido al estar a favor del endurecimiento de la Ley de Seguridad Ciudadana. Ante esto la Unión Federal de Policía lanzó un comunicado en el que afirma que el político de Vox intentó amedrentarlos en un tono amenazante y le recordaban que "estos policías son los mismos que defendían a su jefe, el Sr. Abascal, cuando le apedreaban en un mitin en Vallecas, pero entonces éramos los buenos".
El 18 de noviembre, en Madrid se manifiestan 170 000 personas según Delegación del Gobierno. Unas 3000 personas se manifestaron entre la mañana y la tarde frente a la sede del PSOE y algunos intentan acercarse a La Moncloa cortando la A-6. Asociaciones cristianas, defensores de la Transición y críticos con el sistema democrático español formaron el grueso de los manifestantes. Durante la noche se manifestaron 1500 personas en Ferraz. Hubo seis detenidos por desórdenes públicos, resistencia y atentados a agentes de la autoridad. Además se incautó una pistola a un alférez del Ejército de Tierra.
El 19 de noviembre, Juezas y jueces para la Democracia, una de las cinco asociaciones profesionales de jueces españoles, advirtió en un comunicado que las manifestaciones ante las sedes del Poder Judicial "pueden afectar la imagen de independencia y neutralidad" del mismo. Cuatrocientas personas se manifestaron pacíficamente en Ferraz. No acudió ninguno de los movimientos y organizaciones radicales de días anteriores y la policía al retirarse recibió aplausos de los manifestantes.

### Del 20 al 25 de noviembre
El 20 de noviembre, el Partido Popular admitía estar dispuesto a hablar con Vox, pero rechazaba dar una respuesta conjunta. Su portavoz, Borja Semper, veía legítima la estrategia del partido de Abascal, pero avisaba que «por encima de las estrategias partidistas está el interés general». También le recriminaba sus amenazas y el alentar protestas en Ferraz. En las concentraciones en Ferraz seguía bajando el número de asistentes. La Policía informó que al no haber sido notificada a la Delegación del Gobierno evitarían cortar el tráfico. Se realizó un cordón policial y no se colocaron vallas como en ocasiones anteriores.
Ese mismo día, Bolaños se ponía en contacto con Didier Reynders, comisario europeo de Justicia, para explicar los pormenores de la ley de amnistía. Días después, el comisario afirmó que la ley «es inequívocamente una ley constitucional española que debe debatirse en el Parlamento español» y dijo tener "grandes preocupaciones" por el bloqueo sufrido en el Consejo General del Poder Judicial.
El 21 de noviembre, la Mesa del Congreso tramitaba la ley de amnistía con solo la votación en contra del Partido Popular y el rechazo de la recusación que hicieron los populares. La decisión llegaba tras el estudio del informe jurídico de los letrados, que señalaron que el texto presentado por el PSOE no entraba en «contradicción palmaria» con la Constitución. Unas mil personas se manifestaban en Ferraz, donde la policía volvía a cortar el tráfico y colocar vallas. No se registraron incidentes.
Al día siguiente, el sindicato de policía JUPOL lanzaba un comunicado en el que tachaba al movimiento ultraderechista Noviembre Nacional de «vergüenza nacional», por una de las pancartas exhibidas en las que decían que las fuerzas del orden público eran «prostitutas del PSOE». La exsecretaria y exmiembro de Vox, Macarena Olona criticaba a Abascal por la pancarta y expresó que "ha ido demasiado lejos" y que [Abascal] debe de parar ese comportamiento". Ese día se manifiestan unas 800 personas de forma pacífica y sin altercados. El sindicato Solidaridad hizo acto de presencia y llamó a secundar la huelga a los manifestantes.
El día 23 de noviembre se manifestaban unas 600 personas que llamaban a la huelga general y con pancartas en las que pedían ayuda a la Comisión Europa y con gritos anticomunistas e islamofobos y de «¡Viva la Legión!». Se quemaron fotos de Jorge Javier Vázquez A lo largo del día fueron detenidas cuatro personas, incluyendo al delegado en Madrid de Democracia Nacional. Ese mismo día eran condenados a cárcel dos manifestantes de diferentes movilizaciones que se produjeron durante el procés y a los que solo la Ley de amnistía podría evitar la pena. La organización Alerta Solidària achacaba la pena al contexto político que se estaba viviendo.
El día 24 de noviembre, subió la afluencia y más de 3000 personas se manifiestan frente a Ferraz. Gran parte de ellos venidos de la manifestación del sindicato Solidaridad cuya huelga tuvo un nulo seguimiento.
El sábado 25 de noviembre se manifestaron medio millar de personas en las inmediaciones de Ferraz. Corearon los cánticos habituales desde que comenzaron las concentraciones y portaron banderas preconstitucionales. En Valencia se manifestaron miles de personas, cifra que aumentó a entre 100 000 y 140 000 personas, según los convocantes. En el manifiesto final, García Sentandreu pidió la disolución de la Academia Valenciana de la Lengua, y se arremetió contra Compromís y ACPV. En la manifestación participó también Hazteoir.org, asociación ultracatólica y ultraconservadora vinculada con la asociación paramilitar El Yunque. En Barcelona Xavier Antich, presidente de Òmnium Cultural hacía un llamamiento a defender la ley de amnistía y a preparar el terreno para un nuevo referéndum.

### Del 26 al 30 de noviembre
Al día siguiente, sábado 26, Sociedad Civil Balear realiza una marcha motorizada contra la amnistía en la que acabaron participando diez coches y algo menos de cincuenta personas. En Ferraz también hubo poca afluencia, 350 personas. Se cantaron canciones de corte franquista y alegatos contra Israel. Ese mismo día, Pedro Sánchez participó en un acto junto al expresidente Rodríguez Zapatero, en el que dijo que la Ley de amnistía hará de España «un país más cohesionado» y proveerá «una mejor convivencia». Sobre las concentraciones en Ferraz, manifestó que «podrán asediar» las sedes, pero «nunca van a poder derribar los principios y valores del PSOE».
El 27 de noviembre, se registró el mínimo histórico, 300 personas. La asociación Hazteoir.org volvió a participar en las protestas. Una mujer fue detenida por resistencia y desobediencia a la autoridad. Si bien el día anterior se gritaron cánticos contra Israel, esta vez se gritó «Sánchez, amigo de los terroristas palestinos».
El 28 de noviembre, tras la detención el día anterior de una mujer por rezar el rosario, se pudo ver un incremento en el número de participantes en la protestas. Se congregaron alrededor de 500 personas en la calle Ferraz, para protestar contra la amnistía y la prohibición de las concentraciones por parte del ministerio y los jueces si no se cumplen los requisitos legales. Las protestas duraron unas tres horas, y transcurrieron de manera tranquila, aunque uno de los organizadores de la protesta fue detenido por resistencia y atentado a la autoridad.
El 29 de noviembre, la asociación de Juan Manuel Mateo «Policías por la Libertad», se unió a las protestas de Ferraz, leyendo un manifiesto con duras críticas hacia la actuación policial, a la que acusó de excesiva dureza y falta de arbitrariedad en sus actuaciones. Este hecho logró congregar a unas 1300 personas frente a la sede socialista.[cita requerida]
El 30 de noviembre, se congregaron alrededor de 150 personas, según la Delegación del Gobierno, bajo la lluvia en la Calle Ferraz. Las protestas duraron unas tres horas, y transcurrieron de manera tranquila.

### Diciembre
El 1 de diciembre, se congregaron alrededor de 200 personas, según la Delegación del Gobierno, en Ferraz. Las protestas duraron unas tres horas, y transcurrieron de manera tranquila. Ese día, Isabel Peralta, desde la sede de España 2000 instó a trabajar a favor de una organización con «bases sólidas» porque tienen «una obligación con la patria» y es que «cuando caían cuatro gotitas los de Vox se iban a casa».
El 2 de diciembre, cuando se cumplía un mes del inicio de las protestas frente a la sede del PSOE en Madrid, se congregaron alrededor de 350 personas en Feraz, para protestar contra la amnistía y la primera reunión en Ginebra entre el PSOE y Junts, durando unas cuatro horas.
El 3 de diciembre, en vísperas del Día de la Bandera de Andalucía, se celebra en Sevilla una manifestación convocada por el Partido Popular y el Foro Economía y Sociedad en defensa de Andalucía por la igualdad de dicha autonomía con el resto de Comunidades Autónomas y de los andaluces con el resto de españoles y por los riesgos de nuevas desigualdades entre territorios derivadas de los pactos de gobierno. La Subdelegación del Gobierno dijo que fueron convocadas 2000 personas mientras que los convocantes elevaban la cifra a 10 000.
A su vez, ese día el PP convocaba una manifestación en el parque del templo de Debod en Madrid, a la que según Subdelegación de Gobierno acudían 8000 personas, mientras que sus organizadores elevaban la cifra a 15 000 personas. Tras finalizar esta, unas 1500 personas según Subdelegación de Gobierno, acudían a continuar sus protestas en Ferraz.
El lunes 4, Vox anunciaba que rompía relaciones con el PP a nivel nacional por la falta de una colaboración y una estrategia conjunta contra Pedro Sánchez y la Ley de Amnistía. A pesar de ello en los gobiernos autonómicos seguirán apoyándolos. Esa misma noche, se congregaron unas 200 personas en Ferraz portando que banderas de España y anticonstitucionales. También hubo una concentración de treinta españoles en frente de la sede de la Unión Europea en Washington D. C. para protestar «por el importante deterioro de las instituciones y la degradación del estado de derecho» y no contra el gobierno.
El día 5 de diciembre, se congregaron unas 150 personas en Ferraz, en las continuadas protestas contra la Ley de Amnistía.
El 6 de diciembre, por la mañana, se congregaron alrededor de 500 personas en la calle Ferraz, en una manifestación convocada por la fundación DENAES. Luego por la tarde noche, está disminuyó y solo acudieron 75 personas.
El día 8 se manifestaban unas 500 personas en Ferraz. En la Plaza de Sant Jaume de Barcelona se concentraban casi 150 personas para rezar por "la unidad católica de España".
El 9 de diciembre se manifestaron unas 200 personas. A los cánticos contra el gobierno también se sumaron otros dirigidos contra la Corona.
Entre los días 10 y 18, ambos inclusive, el número de personas se estabilizó entre 120 y 150 manifestantes. Se repetía la tónica: banderas de España y también anticonstitucionales y rezos del Rosario. En las manifestaciones, la organización Revuelta, que lanzó la propuesta de tomar las uvas de Nochevieja del 2023 en Ferraz, pidió donativos para costear el evento, buscando alcanzar un objetivo de 10 000 euros. Finalmente se logró recaudar 20078 euros de 1054 donantes.
En el ámbito político, en la semana que transcurrió del 11 al 18, Santiago Abascal desde Argentina, donde asistía a título personal a la investidura presidencial de Javier Milei, afirmaba que el gobierno español «ha pactado con todos los enemigos de la unidad de España» y «habrá un momento» en el que «el pueblo querrá colgar de los pies», en referencia a la figura del presidente Pedro Sánchez. Las declaraciones de Abascal del día 10 de diciembre generaron rechazo en la clase política, con declaraciones de los líderes de PP y PSOE. En alusiones, el presidente del Gobierno consideró de «extraordinaria gravedad» dichas palabras, pues «intenta que todo sea monopolizado por el odio» y acabó denunciando al líder de Vox ante la Fiscalía por delito de odio. Ésta finalmente abrió diligencias para investigar a Abascal.
Un día después de las declaraciones de su líder, el portavoz de Vox se reafirmaba en la posición adoptada por su líder de «colgar a Sánchez por los pies». Por la tarde salía adelante la votación del Congreso de la Ley por 178 votos a favor por 172 en contra. En una entrevista, el expresidente de la RFEF Luis Rubiales afirmaba que la ley era «un golpe a la separación de poderes» y relacionaba su caso con la cuestión de la amnistía, indicando que lo suyo fue «una cortina de humo para tapar» el proceso.
La Conferencia Episcopal se desmarcó de los manifestantes que se reunían a rezar el Rosario y declaró "no vamos a hacer batallas para hacer caer gobiernos".
Se creó una asociación de hosteleros afectados por las protestas para recabar ayudas debido a la falta de clientes, perdida de facturación y despido de trabajadores por falta de fondos desde el inicio de las manifestaciones.
La Asociación Unificada de Guardias Civiles envió a los partidos con representación parlamentaria una propuesta para incluir en la Ley de Amnistía la rehabilitación de antiguos guardias civiles expulsados del cuerpo por estar vinculados a sindicatos antes de 2001.
El día 19, apenas sube el número de manifestantes, ciento setenta, pero contó con la presencia del bus de la organización ultraderecha y ultracatólico HazteOir.org. Al día siguiente caía al segundo mínimo histórico, con cien personas, que empezaban rezando el Rosario y finalmente un par de personas desplegaban una pancarta en la que se leía "España unida jamás será vencida".
El 21 se congregaban a las afueras de Ferraz 120 personas. Esa misma mañana se reunían Pedro Sánchez y el presidente de la Generalidad de Cataluña Pere Aragonès, y el CIS publicaba una encuesta en las que un 44,7% de los encuestados consideró injustificadas las protestas frente a un 40,8% que las justificaba. El 3,5% restante tenía dudas al respecto.
El 24 de diciembre, día de Nochebuena, se congregaban unas 130 personas en Ferraz por la tarde. En el día de Navidad el rezo habitual estaba dirigido al Niño Jesús al que después los asistentes fueron besando mientras sonaba la versión de Manolo Escobar del villancico Dime niño de quién eres.

## 2024

### Enero
Trescientos manifestantes se tomaron las uvas en Ferraz para recibir el nuevo año. En el acto, secundado por Vox, se ahorcó y apaleó un muñeco que hacía las veces de Pedro Sánchez. La protesta, presentadas por el youtuber ultraderechista Isaac Parejo y la periodista María Durán, fueron retransmitidas en un canal por internet. Entre las personas que apalearon al muñeco se encontraba la tiktoker Marina Seren, famosa por haberse reencarnado, según ella, en General de la SS y haber recibido visitas extraterrestres. Todos los miembros de los Partidos mayoritarios rechazaron el acto. El Partido Socialista denunció a los convocantes por delitos de odio, pidió que se investigara la financiación de las distintas organizaciones y días después acabó retirando las credenciales de acceso a su sede y a los actos que organicen “a los pseudomedios participantes en la retransmisión del evento organizado por la asociación Revuelta".
En la investigación la policía llamó a declarar a Antonio Martínez Vázquez como convocante del acto que afirmó que sólo hacía un favor a la organización vinculada a Vox, que desconocía a los autores del apaleamiento del muñeco y que no asistió a la protesta. Durante la investigación la policía desechó que éste pudiera ser el organizador y apuntaron a Pablo González Gasca, uno de los cabecillas Revuelta y miembro de Vox.
El día 1 enero se manifestaron 100 personas que tras rezar el Rosario amenizaron la protestas con mariachis.
El día 4 las protestas se dirigieron al Palacio de Cibeles donde casi un centenar de simpatizantes de Vox y miembros de Revuelta mostraban su apoyo a Ortega-Smith por ser reprobado por el Ayuntamiento de Madrid al grito de “PSOE, PP, la misma mierda es”. Al día siguiente de nuevo se llevó otro muñeco de Pedro Sánchez al que volvieron a apalear. 
Con la entrada en 2024 el número de manifestantes baja y periodísticamente solo es noticia en libelos a los que el PSOE retiró las acreditaciones en el Congreso. Estos motivos llevaron a que el día 7 de enero se reuniera una veintena de manifestantes para decidir la estrategia a seguir, cuestionar la actuación de Vox y elogiar la postura y maneras de Díaz Ayuso.
En Valencia bajó tanto el seguimiento de las protestas que un edil del PP de Valencia espetó a los que protestaban frente a la sede del PSPV de la que era vecino, con un "Llevo respetando [a los manifestantes] tres meses, pero sois cuatro gatos y ensuciáis a la derecha española".
El día 9 de enero salía a la luz que todas las facturas generadas por Revuelta por los donativos recibidos indicaban que Vox estaba detrás de los sucesos de Nochevieja. El partido de Abascal se excusaba asegurando que la organización usaba el correo electrónico de Vox sin su autorización y afirmaba que nunca había manejado ni el dinero de los donativos ni la información recibida. Al saltar la noticia, Revuelta borraba de su página web su tienda electrónica y la opción de realizar donaciones.
El día siguiente la Fiscalía de la Audiencia Nacional entraba a investigar los hechos. La Fiscalía también abriría días más tarde una investigación para investigar el señalamiento a los diputados valencianos que votaron a favor de la investidura por parte del PP de Valencia. Por su parte el juzgado n.º 49 de Madrid abrió diligencias previas contra el delegado del Gobierno en Madrid y altos cargos de la Policía Nacional a petición de la asociación nacionalcatólica “Memoria Histórica Raíces” y de Vox. Dichas diligencias fueron rechazadas en febrero por el Tribunal Supremo por "no aportan indicio o principio de prueba alguno" de que la actuación policial obedeciera a una orden política y ratificada en marzo.
En el Congreso se votaba el mismo día las enmiendas a la totalidad de las Ley de amnistía de PP y Vox. La primera fue rechazada por una diferencia de siete votos (178 a 171). La de Vox solo fue apoyada por ellos mismos (33 votos).
Tras el varapalo en el Congreso, el líder del Partido Popular anunció una manifestación en Madrid para el 28 de enero a la que Vox anunció que no iría y a la que finalmente acudieron 45000 personas según la Delegación de Gobierno y 70 000 según fuentes populares. Tras la manifestación decenas de personas se concentraron en Ferraz y manteando un muñeco de Sánchez y otro de Puigdemont gritaron que se colgará por los pies. También se presentó un manifiesto de 3000 alcaldes del PP contra la "quiebra de la igualdad" que crea la amnistía. El día anterior Sociedad Civil Navarra convocaba en Pamplona una concentración silenciosa contra la amnistía a la que acudieron 100 personas.
El 26 de enero se archivó la causa a tres manifestantes que más adelante fueron detenidos durante los altercados de noviembre.
En el marco político, el 30 de enero el Congreso votaba, y rechazaba con el no de Junts, la Ley de amnistía. Coincidiendo con la votación, hubo un repunte de manifestantes, 350 personas, en la sede del PSOE de la que se volvió a hacer eco la prensa.

### Febrero
El juzgado n.º 26 de Madrid comenzó la investigación de los hechos de Nochevieja el 12 febrero.Un día después la Comisión de Ética Judicial, organismo independiente de los órganos de gobierno del Poder Judicial, avaló las protestas que algunos jueces hicieron en noviembre del año anterior contra la amnistía. siempre que el acto sea “honesto, meditado y sincero convencimiento” y de que la actuación objeto de repulsa “pueda afectar al Estado de Derecho”
El día 16, la jueza Concepción Jerez archivaba la investigación de los hechos acaecidos con la piñata que simulaba ser Pedro Sánchez pues “la falta de educación no es delito”. El PSOE decidió recurrir.
El 20 de febrero, la Mesa del Congreso aprobó una prórroga de quince días para que la Comisión de Justicia emitiese un dictamen sobre la ley de amnistía. Dos días después, el líder de la oposición y presidente del PP, Núñez Feijóo, anunció un conjunto de protestas contra la ley.

### Marzo
El sábado 2 de marzo un centenar de asociaciones civiles convocan una manifestación en Madrid para el siguiente sábado a la que Feijoo anunció el día 5 que se uniría.
El mismo día 5 la Comisión de Venecia, a la que el PP recurrió la ley, no censuró la Ley de amnistía pues la cree que respeta la separación de poderes y encaja en el Estado de derecho. A pesar de ello criticó la forma en que fue tramitada. Vox hizo caso omiso al informe por ser un órgano extranjero.
En la manifestación del día 9 en la Plaza de Cibeles, Madrid, acudieron 15.000 personas según la Delegación de Gobierno y 400.000 según los organizadores. Entre los manifestantes se encontraban altos cargos de PP y Vox.
Un día después se manifestaron en la Plaza de San Jaime, Barcelona, 500 personas entre las que se encontraban cargos del PP, C´s y Vox.
El 14 de marzo el Congreso votó a favor por mayoría absoluta (todos los Partidos de Izquierda, el PNV y el propio JxCat) de la Ley de amnistía.
Mientras el Senado planteó un conflicto institucional con el Congreso al considerar que la amnistía vulneraba la Constitución y afirmó que recurrirían al Tribunal Constitucional al creer que la Ley se trataba de una reforma encubierta de la Constitución.

### Abril
El 10 de abril en Ponferrada unos manifestantes de extrema derecha agredieron al exalcalde del PSOE que salía de la sede del partido, donde se venían manifestando desde los inicios de las protestas e incluso se habían escrito amenazas con sangre de animal. Todos los líderes de los principales partidos políticos mostraron su solidaridad y condenaron el acto. Al día siguiente fueron detenidos los agresores. Ambos agresores fueron puestos en libertad provisional con una orden de alejamiento de 200 metros de la víctima y de la sede del PSOE. Además debían de presentarse ante el juez cuando les fuese requerido.
El 25 de abril se unían en Ferraz dos manifestaciones: Una a favor de las políticas de Pedro Sánchez con unas 250 personas con cánticos a favor del Presidente del Gobierno y otra en contra de unas 150 personas que se dedicaron a cantar el Cara al sol. Hubo en otros puntos de España manifestaciones a favor de Pedro Sánchez.
El 28 de abril se manifestaban en Ferraz 100 personas en una concentración convocada por el partido neonazi Democracia Nacional.

### Mayo
El 14 de mayo, el Senado aprobó, 149 votos a favor frente a 113 en contra, vetaba la Ley. Esto remitía de nuevo dicha ley al Congreso para que el 30 de mayo una votación que se debía ganar por mayoría absoluta concediera o no la vigencia a la Ley de amnistía. La portavoz popular defendió el veto a la Ley por ser un "inmenso fraude democrático" y una "obscenidad" hecha con el fin de que Pedro Sánchez pudiese "sobrevivir de forma agónica y penosa" al frente del Gobierno.
Dos días después el Partido Popular se desdecía y en una votación donde sólo participaron los senadores del PP, Vox, Coalición Canaria y Unión del Pueblo Navarro la iniciativa de no llevar la Ley al Tribunal Constitucional salía adelante con todos los votos a favor de los populares (140), las abstenciones de CC y UPN y solo Vox en contra.
El 26 de mayo el Partido Popular convocó una manifestación, calificada por Santiago Abascal de romería, a la que acudieron 20.000 personas.
Cuatro días después la Ley de amnistía es aprobada por el Congreso de los Diputados por 177 votos a favor y 172 en contra a pesar del intento de boicotear la votación de los miembros de Vox por medio de insultos y gritos contra la democracia y que llevó a pedir al resto de partidos "respeto a la Cámara, a la democracia y a la gente que nos está escuchando". Esa misma tarde se manifestaban en Ferraz 200 miembros con pancartas de Democracia Nacional.

### Junio
El Tribunal Superior de Justicia permitió una manifestación frente a Ferraz para rezar el Rosario el día de reflexión anterior a las elecciones al Parlamento Europeo y durante los propios comicios.

## Fenómenos surgidos en las protestas de Ferraz

### Noviembre Nacional
A raíz de las protestas de Ferraz, desde Internet se utilizó la denominación Noviembre Nacional para referirse a las mismas. El primer uso del nombre fue por parte de un usuario de X (antes Twitter), denominado "Españabola", vinculado a un asesor de Vox en el Parlamento de Cataluña que ya saltó a la fama por acosar a Macarena Olona. Durante las manifestaciones, se ha gritado o coreado "Noviembre Nacional" como lema, y se ha usado como hashtag en redes sociales para compartir videos o contenidos relacionados con las protestas.
Posteriormente se ha reconocido a Noviembre Nacional como un movimiento, recibiendo cobertura en los medios de comunicación. Si bien para muchos medios es un movimiento de carácter juvenil y extrema derecha, para La Gaceta de la Iberosfera, propiedad de la fundación Disenso, se trataría de un movimiento también cristiano y nacionalista radicalmente opuesto a la ley de amnistía y deseoso de reformar el sistema político español establecido durante la Transición.
Su símbolo principal eran dos letras N (siglas de Noviembre Nacional) entrelazadas y coronadas por una cruz cristiana sobre una bandera rojigualda.
El movimiento ha contado con el apoyo de políticos, como es el caso del vicepresidente de la Junta de Castilla y León, Juan García-Gallardo, quien coreó dicho lema durante una de las manifestaciones, y exhibió su logotipo como imagen de perfil en Instagram. De la misma manera, ha sido apoyado por personalidades del Grupo de los Conservadores y Reformistas Europeos, como Angel Dzhambazki, miembro del partido de extrema derecha Organización Revolucionaria Interna de Macedonia – Movimiento Nacional Búlgaro, en el marco del debate solicitado por Vox en el Parlamento Europeo sobre la situación del estado de derecho en España.
Noviembre Nacional tuvo algunas réplicas minoritarias en países como Francia, Polonia o Irlanda con su título traducido a los respectivos idiomas mayoritarios de cada uno de dichos estados. En estas naciones, el movimiento fue asociado con la extrema derecha y con el rechazo a la inmigración.

### Rosario Nacional
Tras un noviembre nacional con numerosas protestas con miles de manifestantes en Ferraz y cuya meta era el asalto de La Moncloa, en diciembre apenas unas decenas de personas, lideradas por José Andrés Calderón, se reunían enfrente de la Iglesia del Inmaculado Corazón de María de Marqués de Urquijo, esquina Ferraz, para rezar el rosario en lo que se llamó el Rosario nacional. Para el líder del movimiento, por medio del rezo la Virgen María "intercederá por la salvación de España". Al igual que Noviembre Nacional, el primer uso del nombre fue por parte de un usuario de X.
Si bien ya se venía rezando desde casi el principio de las manifestaciones, este segundo movimiento tomó fuerza el día 7 de diciembre, anterior al día de la Inmaculada Concepción, y se congregaron a rezar en distintas iglesias y catedrales de sesenta ciudades repartidas entre España, Florida, Colombia y México.
Este movimiento ha sido suscrito por Carla Toscano, concejal por Vox del Ayuntamiento de Madrid. La concejal cargó contra el bloque de izquierdas al que tachaba de perseguir a la religión católica y a los que rezan.
La Conferencia Episcopal se desmarcó del movimiento y declaró que no va "a hacer batallas para hacer caer gobiernos. Eso es lo propio de un cristiano y de un ciudadano democrático". El líder del Movimiento envió una carta al arzobispo Juan José Omella en la que trataba de explicar todo lo sucedido en Ferraz aludiendo "a un anhelo profundo de Dios" por parte de los manifestantes. También manifestaba saber "que es lo correcto", afirmaba que "el relativismo, el nihilismo, el hedonismo, las estructuras de pecado y la falta de sentido común se han instalado en el Espíritu español" y que su "misión es evangelizar, llevar el mensaje de Cristo al corpus social y pedir la intercesión de la Reina del Cielo". Además añadía las palabras de León XIII: "Jamás deben ser aceptadas las disposiciones legislativas, de cualquier clase, contrarias a Dios y a la religión".

## Organizaciones y personalidades participantes

### Partidos políticos con representación parlamentaria
- Partido Popular: partido político de centroderecha, líder de la oposición.[383][384] Entre 1996 y 2004, así como entre los años 2011 y hasta 2018, fue el partido que ocupó el Gobierno de España. Se desmarcaron de las protestas de Ferraz realizadas en la sede del PSOE, convocando por contra las suyas propias; siendo la más multitudinaria la del 12 de noviembre.[10][44][45] Tras la investidura de Pedro Sánchez, el presidente del partido, Alberto Núñez Feijóo mostró su apoyo a la movilización callejera.[385]

- Vox: partido político de extrema derecha, calificado también de ultraconservador,[386][387] ultranacionalista,[386] y de extrema derecha.[nota 3][nota 4] Tanto miembros del partido a título individual como organizaciones pertenecientes al mismo han organizado y participado en diferentes protestas callejeras,[409][410] y se considera que algunas de las organizaciones participantes como HerQles y Revuelta están vinculadas al partido.[7][411][412]

### Partidos políticos sin representación parlamentaria
- Frente Obrero: partido político de ideología republicana y federal. A pesar de que desde varios medios de comunicación se les considera partidarios del comunismo, el partido rechaza esta definición. Unos 200 de sus militantes participaron de las protestas.[413][414]

- Democracia Nacional: partido político neonazi y con relaciones con las comunidades skinhead de Valencia y Madrid.[412][415] Concurrió con España 2000 a las Elecciones generales del 2000.[412]

- España 2000: partido político de extrema derecha presidido por el antiguo dirigente de la Asociación Nacional de Empresarios de Locales de Alterne, José Luis Roberto.[412][415]

- Hacer Nación: partido político de extrema derecha surgido en 2020 como escisión de España 2000.[416][412] Es un proyecto común de diferentes movimientos neofascistas,[415] de carácter transfobo y racista, y con simpatías por Hitler.[412]Ha recibido apoyos del gobierno de Rusia,[417]y ha realizado actividades junto a la entidad zarista Águila Bicéfala,[418] de Konstantín Maloféyev.[417][419]

### Asociaciones políticas
- Fundación DENAES (acrónimo de «Defensa de la Nación Española»): fundación privada fundada por Santiago Abascal antes de la creación de Vox.[420] Está registrada y vinculada a Vox.[421][422][423][424] Tiene como objetivo recuperar e impulsar desde la sociedad civil el conocimiento y la reivindicación de España, de su realidad histórica, política, social y cultural.[425]Convocó la manifestación del 29 de octubre en Madrid,[31][426] que sumó el apoyo de 60 entidades.[427]

- Sociedad Civil Catalana: asociación española de ámbito territorial catalán. Autodefinida como una "iniciativa cívico política contraria al independentismo catalán con presencia de formaciones políticas de izquierda, centro y derecha tradicionalmente enfrentadas" y favorable a "mejorar las relaciones con el resto de España".[428]

- Vanguardia Española: asociación política que busca crear un socialismo español, de carácter iberófono, inspirándose en figuras como Gustavo Bueno y Karl Marx.[429]

- PieEnPared: asociación liderada por Juan Carlos Girauta y Marcos de Quinto, dedicada "a la observación y estudio de las luchas que definen a la nueva izquierda occidental".[430][431]

- Plataforma 711: antigua tienda online convertida en organización juvenil desde su registro en septiembre de 2022.[432][433]Ha sido denominada como una organización pantalla de Vox,[7] y estaría detrás de la creación de Revuelta.[432][434] Fundada por un hijo del cofundador de la Fundación DENAES y dos miembros de Vox.[435]Según su portavoz, Jesús de Blas, asistió a las manifestaciones a título personal pero la entidad cesó su actividad en 2022.[436]

- FACTA: organización nazi y fascista inicialmente vinculada a Democracia Nacional.[415][437]

#### Asociaciones políticas juveniles
- Revuelta: organización juvenil vinculada a la Plataforma 711 y HerQles,[7][432][438][411] que no está inscrita en el registro del Ministerio del Interior.[7][439][411] Creada un mes antes de las protestas, cobraron protagonismo a partir de las protestas de Ferraz, que se iniciaron el 3 de noviembre.[7][434][440] Ha sido denominada como una asociación fantasma vinculada a Vox.[411][412][441] Sus donaciones son tramitadas a través de una asociación que se dedica al cuidado de ancianos (ASOMA).[435][440]Debe su nombre a una canción homónima del grupo de música RAC División 250, a su vez versión de una canción en italiano del grupo de extrema derecha Plastic Surgery.[441] Tuvo la iniciativa de tomar las uvas de fin de año en Ferraz para lo que realizó micromecenazgo. Con los fondos obtenidos contrataron un camión con una pantalla led de 12 metros cuadrados y un sistema de megafonía.[2][442][443] Tras la investigación abierta para investigar la existencia de delitos de odio en la celebración de la Nochevieja salió a la luz que para recaudar fondos usaron, "Sin conocimiento ni consentimiento de Vox”, un correo de electrónico del partido. Tras salir la noticia, la organización eliminaba la tienda y la pestaña de donaciones de la web.[444]

- Alternativa Estudiantil: organización juvenil, rival nominal de Revuelta.[438]

- Universitarios Católicos: organización católica de la Universidad Autónoma de Madrid.[175][445]

- HerQles: comunidad de jóvenes, vinculada con Vox,[438]creada en Valladolid en 2020 y autodenominada como agencia de noticias.[438]Su fundador, César Pintado, es el actual líder de Revuelta.[438][434][412]Están vinculados a Vox.[446]En sus canales de comunicaciones han difundido bulos y teorías de la conspiración.[447]

### Sindicatos
- Solidaridad: brazo sindical de Vox. Llamaron a la huelga general el 24 de noviembre debido a la investidura.[448][449] A pesar de haber presentado la huelga en tiempo, al menos diez días antes de dicha huelga, la misma en un principio era ilegal debido a que su reivindicación era estrictamente política, y no estaba relacionada con reivindicaciones laborales.[448][449]

### Grupos organizados
- Desokupa: PYME que se dedica a la mediación para recuperar inmuebles que hayan sido "okupados", sus inquilinos no paguen, comunidades de vecinos, pisos compartidos, entre otros.[450]

- Ultras Sur: grupo ultra de extrema derecha de seguidores del Real Madrid C. F..[451]

- Frente Atlético: grupo ultra de seguidores del Atlético de Madrid. Han sido clasificados en los medios como una organización de extrema derecha.[452][453]

- Suburbios Firm: escisión del Frente Atlético de carácter neonazi.[415]

- Miembros de las organizaciones neonazis extintas Hogar Social Madrid y Bastión Frontal.[89][415][437][454] Entre sus participantes destaca Isabel Peralta.[415]

### Personalidades no vinculadas a partidos u organizaciones políticas
- Luis Alvise Pérez: exjefe del gabinete de prensa de Toni Cantó cuando era miembro del partido político Ciudadanos.[455] Capitalizó la organización de las protestas en la sede del PSOE los primeros días por medio de un canal de Telegram que contaba con unos 300 000 suscriptores y que finalmente, con el descenso de participantes en las mismas, acabó sirviendo para algunos de sus usuarios como medio para la compraventa de droga a domicilio.[456][457] El 14 de noviembre subió a X fotos de la hija de Pedro Sánchez sin que ella lo hubiera consentido, un acto que puede implicar multas de 300 001 a 20 millones de euros y entre uno y siete años de prisión.[458]

- Daniel Esteve: dueño de Desokupa, PYME que se dedica a la mediación para recuperar inmuebles que hayan sido "okupados", sus inquilinos no paguen, comunidades de vecinos, pisos compartidos, entre otros.[450]Su compañía ha sido asociada con elementos neonazis.[459]
- Vito Quiles: periodista de EDATV, influencer y agitador de extrema derecha, conocido por sus preguntas polémicas a diputados socialistas en el Congreso. El 20 de noviembre de 2023, fue detenido y pasó la noche en el calabozo por desobediencia y atentado contra la autoridad tras haber empujado a un agente de la Policía Nacional y haber instado a las masas a romper un cordón policial que había en ese momento en la calle Ferraz.[460][461][462]
- Antonio Martínez Vázquez: Exmilitar afiliado a Vox y que supuestamente trabajó para el Ministerio de Defensa como analista funcional. También era miembro de la asociación de ultraderecha Tercios Cívicos.[463] Las primeras investigaciones lo registraban como único convocante de la protesta en Nochevieja y quien registró a título individual una campaña de crowfunding para financiar los preparativos de la protesta impulsada por Revuelta. Se justificó afirmando que "A mi los de Revuelta me pidieron el favor y lo hice".[464]

## Las protestas en la cultura popular
La agencia de creatividades Andtonic sacó a la venta una colección de muñecos inspirados en los G.I. Joe bajo la denominación “Fauna Ferraz” y cuyos beneficios fueron íntegros a Reporteros Sin Fronteras.